# Ochetorhynchus
Az Ochetorhynchus  a madarak (Aves) osztályának verébalakúak (Passeriformes) rendjébe és a fazekasmadár-félék (Furnariidae) családjába tartozó nem. Nem besorolása vitatott.

## Rendszerezés
A nembe az alábbi 4 faj tartozik:
- Ochetorhynchus melanurus vagy Chilia melanura[3]
- Ochetorhynchus andaecola vagy Upucerthia andaecola[4]
- Ochetorhynchus ruficaudus vagy Upucerthia ruficaudus más néven Upucerthia ruficauda[5]
- Ochetorhynchus phoenicurus vagy Eremobius phoenicurus[6]